# Ozarba apicata
Ozarba apicata är en fjärilsart som beskrevs av William Schaus 1904. Ozarba apicata ingår i släktet Ozarba och familjen nattflyn. Inga underarter finns listade i Catalogue of Life.